# 滝本喬
滝本 喬（たきもと たかし、1942年 - ）は、日本のジャーナリスト。

## 略歴
東京都生まれ。海城高等学校、早稲田大学第一文学部卒業。毎日新聞社に入社、1986年、退社、独立。フリー・ジャーナリストとなる。

## 著書
- 『史上最強の「家」―剛強無類の百年住宅』(ダイヤモンド社)
- 『授業を変えれば大学は変わる』(共著、プレジデント社)
- 『柱の太さで家を決めるな！―間違いだらけの「賢い家づくり」』(共著、プレジデント社)

| スタブアイコン | サブスタブ | この項目は、まだ閲覧者の調べものの参照としては役立たない、人物に関連した書きかけの項目です。この項目を加筆・訂正などしてくださる協力者を求めています（P:人物伝/PJ:人物伝）。 |